# Contrada di Borgo San Giorgio

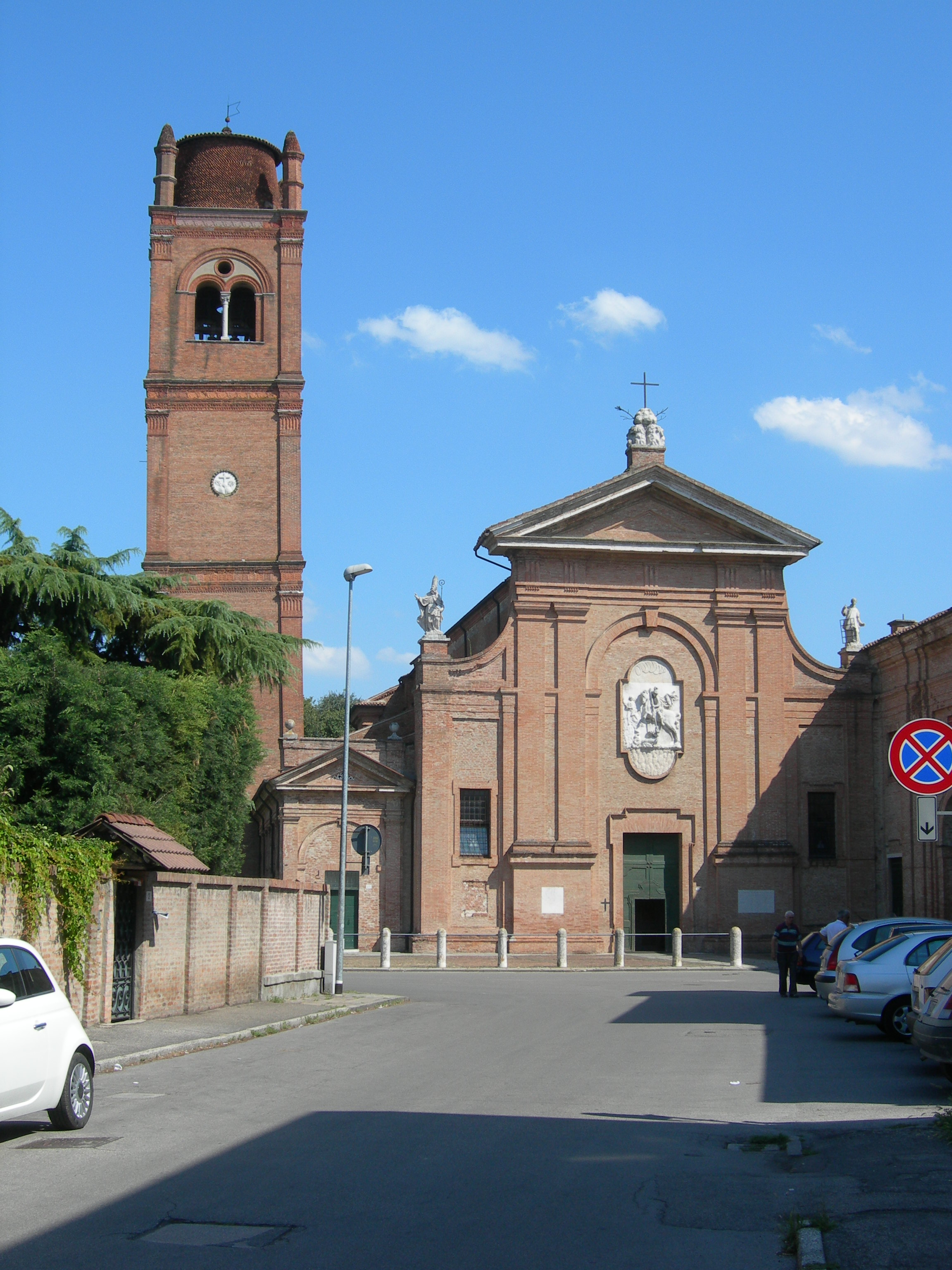
La basilica di San Giorgio fuori le mura, da cui prende il nome la contrada.

La contrada di San Giorgio è una delle otto contrade della città di Ferrara ed aderisce all'Ente Palio della città di Ferrara e ogni anno disputa il Palio di Ferrara, uno dei più antichi al mondo. Il territorio della contrada coincide con l'area dell'omonimo quartiere di San Giorgio, incluso il vicino quartiere di Quacchio, e fa parte della Circoscrizione 4.

## Storia
Si hanno notizie di insediamenti nel borgo a partire dal VI secolo, dove fu costruito un castrum bizantino che rappresentò il primo insediamento ferrarese della storia e nel quale vi fu trasferita la sede vescovile di Voghenza fra il VII e l'VIII secolo. Il borgo sorse sull'isola creata dalla biforcazione del Po, il quale si divideva in due rami, il Volano e il Primaro, e sulla quale vi fu costruita la basilica di San Giorgio fuori le mura, la prima cattedrale della città. Quando, nel 1135, la sede vescovile fu trasferita nella nuova cattedrale di Ferrara, sull'altra riva del Po, la basilica di San Giorgio perse di importanza divenendo indipendente sino a quando, nel 1417, il marchese di Ferrara Niccolò III d'Este affidò la chiesa ai monaci benedettini olivetani. I monaci attuarono una ristrutturazione del complesso ecclesiastico a partire dal 1445, con l'aiuto di Cosmè Tura e di Biagio Rossetti.
A causa di notevoli danni alla struttura, ed in particolare al campanile, avvenuti fra il 1512 e il 1708, iniziarono i lavori di restauro della chiesa nel 1722 per volere della Reverenda Camera Apostolica, il cui progetto determinò l'attuale fisionomia barocca degli interni. Intorno al 1750 venne ridimensionata anche la piazza centrale, la quale venne allargata e collegata con la porta Paola, ad ovest rispetto al borgo, tramite una strada selciata sino alla porta San Giorgio. Venne inoltre restaurato anche il ponte monumentale sul quale vennero collocate quattro statue raffiguranti san Giorgio, san Maurelio, san Rocco e san Filippo Neri ad opera dello scultore Gaetano Cignaroli.
Fra il 1809 e il 1840, a causa delle invasioni napoleoniche, il borgo viene saccheggiato e le proprietà ecclesiastiche vennero ridotte, insieme alla distruzione di una parte del chiostro del convento.
Superato il periodo napoleonico, nel 1890 cominciarono i lavori per alcune opere di miglioria del borgo: in particolare, fu abbandonato l'accesso alla città dalla Porta di San Giorgio e fu costruito un nuovo accesso tramite lo sventramento di un baluardo delle mura cittadine e con la costruzione di una nuova strada, la  via Ferrariola, in asse con il ponte monumentale e con la chiesa. Altre  opere legate alla viabilità riguardano la costruzione di una strada che collegasse il borgo con il vicino quartiere di Quacchio e la recinzione della piazza tramite paracarri, nella quale vi si svolgeva il Foro Boario.
Nei primi decenni del Novecento il quartiere ospita un capolinea della rete tranviaria urbana e viene costruita la scuola Bombonati, la quale oggi ha sede della contrada di San Giorgio; nel 1926 viene ampliato il borgo tramite la costruzione di nuove strade. Dopo i bombardamenti subiti nel 1942, tre anni dopo avviene la ricostruzione del ponte sul volano, il quale si persiste ancora oggi nelle medesime condizioni.
In anni recenti, dopo che il piazzale San Giorgio ha versato in condizioni di degrado, la Provincia di Ferrara ha dato inizio ai lavori di riqualificazione della piazza tramite la costruzione di una rotatoria e la parziale chiusura al traffico della via Ferrariola, salvaguardando così l'adiacente campanile della basilica e la scuola Giorgio Bombonati. L'opera di riqualificazione si inserisce nel più ampio progetto dell'Idrovia ferrarese.

## Territorio e viabilità
Il ponte di San Giorgio unisce il quartiere al centro cittadino, dal quale è separato dal Po di Volano.
Come tutti i borghi, il territorio della contrada si estende al di fuori delle mura cittadine espandendosi a sud-est della città sino ai confini della giurisdizione comunale. In particolare i territori del borgo comprendono via Bologna dal Ponte di San Paolo alla Barriera di Porta Reno e Porta Paola, Porta Romana, i quartieri di Quacchio, Villa Fulvia e Aguscello e le frazioni di Gaibanella, Gaibana, Monestirolo e San Bartolomeo in Bosco.
Il territorio è servito dalla Strada Statale 16 Adriatica, dal Raccordo autostradale Ferrara-Porto Garibaldi e dalla strada provinciale 15, ovvero la strada costruita negli anni '30 e che collega Ferrara con Tresigallo.
Il trasporto pubblico è svolto da due linee di autobus, la numero 2 con capolinea a Quacchio, e la numero 6 che attraversa il borgo sino al nuovo ospedale cittadino ubicato a Cona.

### Quacchio e villa Fulvia
Il quartiere di Quacchio sorge a ridosso del borgo San Giorgio, collegato ad esso tramite la via Colombarola. L'etimologia del nome del quartiere indica una zona paludosa e di acque stagnanti, così come era caratterizzato quel territorio nell'antichità. Il quartiere odierno non presenta più tracce del passato ed oggi esso è il risultato dell'espansione edilizia che si è verificata in particolare durante gli anni '60. L'unico monumento rimasto è la chiesa parrocchiale dedicata a San Giovanni Evangelista, risalente al XIII secolo ma completamente ricostruita in stile moderno nel 1963. A Quacchio ha sede anche la Circoscrizione 4 ed è presente un monumento alla memoria dei marinai caduti in mare, adiacente alla mura cittadine.
Immediatamente successivo a Quacchio si trova il quartiere di Villa Fulvia, il cui nome deriva da una villa ottocentesca un tempo una delle poche costruzioni della zona mentre ora appare totalmente inglobata nel tessuto edilizio moderno. Il territorio è caratterizzato da un tessuto prevalentemente residenziale ed è in espansione verso est, ovvero verso la frazione di Cona, dove è stato recentemente costruito il nuovo ospedale cittadino. Dopo anni di lavori, nel 2011 è stata aperta la chiesa parrocchiale dedicata a Giovanni Tavelli.

## Contrada e gonfalone
La contrada fa parte, attraverso l'Ente Palio della città di Ferrara, della F.i.Sb., Federazione italiana sbandieratori e ogni anno partecipa, nell'ambito del programma del Palio di Ferrara, agli Antichi Giochi delle Bandiere Estensi, specialità Under 15 e specialità Assoluti.
Lo stemma della contrada raffigura un'idra a sette teste che si contorce fra le fiamme: tale rappresentazione può riferirsi al mito di San Giorgio che lotta contro il drago, oppure le teste del mostro simboleggiano i sette fiumi che imperversavano nell'antico territorio e che rappresentavano il pericolo di inondazioni o piene per le popolazioni e il fuoco simboleggia, in caso opposto, la lotta e la tenacia nel domare le acque.
Un'altra rappresentazione attribuisce il significato delle teste del mostro ai sette vizi capitali i quali, attraverso il potere del fuoco purificatore, si trasformano nelle virtù teologali.
I colori ufficiali della contrada sono il giallo e il rosso.
La sede della contrada è in Via Ravenna, 52 a Ferrara.